# Taekwondo nos Jogos Olímpicos de Verão da Juventude de 2010 - Até 44 kg feminino
A competição da categoria até 44 kg feminino do taekwondo nos Jogos Olímpicos de Verão da Juventude de 2010 foi realizada em 15 de agosto no Centro Internacional de Convenções, em Singapura. Um total de dez garotas competiram neste evento, limitado a lutadoras com peso corporal inferior a 44 quilogramas. As preliminares foram disputadas a partir das 14:00, as quartas-de-final a partir das 15:38, as semifinais a partir das 18:30 e a final às 19:53, sempre no horário de Singapura. Foram distribuídas duas medalhas de bronze em todas as competições do taekwondo.

## Medalhistas
| Ouro   | RUS Anastasia Valueva                   |
| Prata  | UKR Iryna Romoldanova                   |
| Bronze | TJK Shukrona Sharifova TUR Seyma Tuncer |

## Resultados
Legenda
- PTG — Vitória por diferença de pontos
- SUP — Vitória por superioridade
- OT — Vitória na prorrogação (Ponto de Ouro)

|  | Preliminares           | Preliminares           | Preliminares |  |  | Quartas de final       | Quartas de final       | Quartas de final      |   |                        | Semifinais             | Semifinais            | Semifinais |  |  | Final | Final | Final |
|  |                        |                        |              |  |  |                        |                        |                       |   |                        |                        |                       |            |  |  |       |       |       |
|  |                        |                        |              |  |  |                        |                        |                       |   |                        |                        |                       |            |  |  |       |       |       |
|  |                        |                        |              |  |  | FRA Hajer Mustapha     | FRA Hajer Mustapha     | 2                     |   |                        |                        |                       |            |  |  |       |       |       |
|  | TUR Seyma Tuncer       | TUR Seyma Tuncer       | 11           |  |  | TUR Seyma Tuncer       | TUR Seyma Tuncer       | 4                     |   |                        |                        |                       |            |  |  |       |       |       |
|  | IRI Maryam Shir Jahani | IRI Maryam Shir Jahani | 0            |  |  |                        |                        |                       |   | TUR Seyma Tuncer       | TUR Seyma Tuncer       | 4                     |            |  |  |       |       |       |
|  |                        |                        |              |  |  |                        | RUS Anastasia Valueva  | RUS Anastasia Valueva | 8 |                        |                        |                       |            |  |  |       |       |       |
|  |                        |                        |              |  |  | RUS Anastasia Valueva  |                        |                       |   |                        |                        |                       |            |  |  |       |       |       |
|  |                        |                        |              |  |  | LES Lineo Machobane    | LES Lineo Machobane    | DSQ                   |   |                        |                        |                       |            |  |  |       |       |       |
|  |                        |                        |              |  |  |                        |                        |                       |   |                        | RUS Anastasia Valueva  | RUS Anastasia Valueva | 7          |  |  |       |       |       |
|  |                        |                        |              |  |  |                        | UKR Iryna Romoldanova  | UKR Iryna Romoldanova | 1 |                        |                        |                       |            |  |  |       |       |       |
|  |                        |                        |              |  |  | CHN Li Zhaoyi          | CHN Li Zhaoyi          | 1                     |   |                        |                        |                       |            |  |  |       |       |       |
|  |                        |                        |              |  |  | TJK Shukrona Sharifova | TJK Shukrona Sharifova | 3                     |   |                        |                        |                       |            |  |  |       |       |       |
|  |                        |                        |              |  |  |                        |                        |                       |   | TJK Shukrona Sharifova | TJK Shukrona Sharifova | 0                     |            |  |  |       |       |       |
|  | TLS Maria Silva        | TLS Maria Silva        | 0            |  |  |                        | UKR Iryna Romoldanova  | UKR Iryna Romoldanova | 3 |                        |                        |                       |            |  |  |       |       |       |
|  | UKR Iryna Romoldanova  | UKR Iryna Romoldanova  | 18           |  |  | UKR Iryna Romoldanova  | UKR Iryna Romoldanova  |                       |   |                        |                        |                       |            |  |  |       |       |       |
|  |                        |                        |              |  |  | BRN Sara Sadeq         | BRN Sara Sadeq         | RSC 1 0:16            |   |                        |                        |                       |            |  |  |       |       |       |
|  |                        |                        |              |  |  |                        |                        |                       |   |                        |                        |                       |            |  |  |       |       |       |